# Esterndorf (Weyarn)
Esterndorf ist ein Gemeindeteil der Gemeinde Weyarn im oberbayerischen Landkreis Miesbach.

## Geographie
Das Kirchdorf Esterndorf liegt östlich des Hauptortes Weyarn. Westlich des Ortes verläuft die Kreisstraße MB17 und südlich die A 8. Östlich fließt die Leitzach, ein rechter Zufluss der Mangfall, und erstreckt sich das ca. 91 ha große Landschaftsschutzgebiet Untere Leitzach (siehe Liste der Landschaftsschutzgebiete im Landkreis Miesbach).

## Baudenkmäler
In der Liste der Baudenkmäler in Weyarn sind für Esterndorf drei Baudenkmäler aufgeführt, darunter
- die katholische Filialkirche Maria Hilf.